# Franc Weerwind
Franciscus Max (Franc) Weerwind (Amsterdam, 22 september 1964) is een Nederlands politicus. Van 2022 tot 2024 was hij minister voor Rechtsbescherming namens D66 in het kabinet-Rutte IV. Tussen 2004 en 2022 was hij burgemeester van achtereenvolgens de gemeenten Niedorp, Velsen en Almere.

## Biografie & loopbaan
Weerwinds ouders zijn van Surinaamse afkomst en kwamen in de jaren 1950 naar Nederland. Hij is geboren in Amsterdam en groeide op in Nieuw-Vennep en ging tot 1984 naar het Christelijk Atheneum Adriaen Pauw in Heemstede. Van 1986 tot 1992 studeerde hij bestuurskunde aan de Rijksuniversiteit Leiden, wat hij niet heeft afgerond. Hij werd in 1987 lid van studentenvereniging Minerva. Tijdens zijn studie was hij van 1991 tot 1992 junior organisatieadviseur bij de directie SoZa consult op het ministerie van Sociale Zaken en Werkgelegenheid.
Van 1992 tot 1996 bekleedde Weerwind diverse staf- en managementfuncties bij de gemeente Ridderkerk. Van 1996 tot 1997 was hij business consultant bij CMG Logistics in Den Haag en van 1997 tot 2000 was hij afdelingshoofd Publiekszaken bij de gemeente Beverwijk. In 2000 werd Weerwind adjunct-gemeentesecretaris van Leiderdorp en een jaar later gemeentesecretaris van Wormerland.

### Burgemeester
Weerwind was burgemeester van Niedorp (2004-2009) en Velsen (2009-2015), voordat hij per 15 september 2015 burgemeester werd van Almere.
Als burgemeester was hij betrokken bij de organisatie van de Floriade die in 2022 in Almere werd gehouden. De Floriade kostte Almere bijna 130 miljoen, terwijl op maximaal 17 miljoen was gerekend.
Bij het verhoor tijdens de raadscommissie die onderzoek deed naar de gang van zaken rondom de Floriade, gaf Weerwind aan dat zijn rol beperkt was. Wel hadden volgens hem, achteraf gezien, betere afspraken en duidelijkere go/no-go momenten moeten worden vastgelegd. De raadscommissie concludeerde uiteindelijk (onder andere) dat opeenvolgende colleges te optimistisch waren wat betreft planning en financiën en er onvoldoende sturing op veranderingen en risico's was.
Na zijn burgemeesterschap bleek dat Weerwind de dienstauto waarover hij beschikte, ook gebruikte voor privéritten en voor nevenfuncties (die niet bij zijn ambt hoorden). Dat was tegen de regels van de gemeente Almere. Het zou gaan om in ieder geval 5000 kilometer in de periode 2017-2021. Weerwind trof naar aanleiding van de overtreding een regeling met de Belastingdienst voor bijtelling van het gebruik van de dienstauto.

### Minister
Weerwind werd in 2021 herbenoemd als burgmeester van Almere. Een jaar later stopte hij als burgemeester en trad hij toe tot het kabinet-Rutte IV. Van 10 januari 2022 tot 2 juli 2024 was hij minister voor Rechtsbescherming.

### Nevenfuncties
In 2008 is Weerwind een van de oprichters en bestuurslid van de Stichting Vriendschapsbanden Nederland Suriname.
Van juni 2014 tot en met 2016 was hij voorzitter van het bestuur van slavernij-instituut Ninsee. In die rol pleitte hij voor het maken van excuses door de Nederlandse overheid voor het slavernijverleden. “Als de regering daadwerkelijk wil bouwen aan een toekomst voor alle Nederlanders, is het belangrijk dat misstanden uit het verleden worden erkend", aldus Weerwind in 2014. Koning Willem-Alexander bood in juli 2023 excuses aan.
Van 4 februari 2017 tot zijn benoeming als minister was hij voorzitter van de Fietsersbond. Ook was hij betrokken bij de stichting Het Vergeten Kind en het BPD Cultuurfonds.
In januari 2025 benoemde minister Bruins (OCW) Weerwind tot de nieuwe voorzitter van de Raad van Toezicht van het Fonds voor Cultuurparticipatie. Door de gemeente Amsterdam is hij in april 2025 benoemd als voorzitter van de Raad van Toezicht van het in oprichting zijnde Slavernijmuseum.

## Privé
Weerwind is gescheiden. Hij heeft twee kinderen uit zijn huwelijk en een kind uit een andere relatie.
- Parlement.com: vlp7ep7kvfv0